# コルディッツ コック
コルディッツ コック
コルディッツ城確保のための特別部隊に配属されたアメリカの新聞特派員の一人リー・カールソン（Lee Carson）により1945年4月15日に撮影されたオリジナルの「コック」の唯一の写真。
- 分類：グライダー
- 設計者：ビル・ゴールドフィンチ、ジャック・ベスト
- 製造者：オフラグ IV-Cの収容者
- 運用者：連合国軍の戦争捕虜
- 初飛行：飛行せず
- 生産数：2機
- 退役：1945年

コルディッツ コック（Colditz Cock）は、第二次世界大戦中のドイツの捕虜収容所であるオフラグ IV-C（コルディッツ城）から脱走するためにイギリスの戦争捕虜が製作したグライダーである。

## 背景
50名の捕虜が実行したスタラグ・ルフト IIIからの「大脱走」を受けて連合軍最高司令部（Allied High Command）は捕虜による脱走計画を奨励したが、このグライダー製作計画を後押ししたのは捕虜達の退屈や単調さに落ち込むことから抜け出そうとする意欲であった。グライダーという思いつきはトニー・ロルト中尉によるものであった。航空機搭乗員でもなかったロルトは、礼拝堂の屋根がドイツ側の監視の目から完全な死角であることを発見し、屋根が約60 m下のムルデ川を飛び越えるグライダーにとって格好の離陸台になることに気付いた。

## 製作
ビル・ゴールドフィンチとジャック・ベストがこのチームを率いた。収容所内の図書館にあったC・H・ラティマー＝ニーダム著の上下2巻組『Aircraft Design』を見つけたことが2人の助けとなった。この書籍は必要となる物理学や工学、主翼構造の詳細な図表が掲載されていた。このグライダーはゴールドフィンチとベストが「使徒」（"apostles"）として知られる12名の捕虜の助けを借りて礼拝堂の下側の屋根裏部屋で組み立てられた。後にイギリス空軍の准将となるジョフリー・D・スティーブンソンがこの計画を援助した。滑走路はテーブルから作られ、グライダーはコンクリートを充填した金属製バスタブを落下させて動く滑車機構を使用して重力の力を借りて30 mph (50 km/h)まで加速して離陸させることになっていた。
この計画に参加した捕虜たちは、屋根裏部屋に秘密の空間を隠すために偽の壁を作り、そこで盗み出してきた材木からゆっくりとグライダーを製作した。ドイツ側は天井裏の秘密の作業場ではなくトンネルを探すことが習慣となっていたために捕虜たちは発見される危険性については全く安心していたが、数多くの監視や警備兵の接近を作業者に警告する電気仕掛けの警報装置を設置した。
30以上のリブを作らねばならず（約3分の1は構造部用の圧縮リブ）、大部分はベッドの床板から作られたが、捕虜たちが密かに入手してきたありとあらゆる木材も使用された。主翼の桁は床板から作られ、制御索は城の使用されていない場所の電線から製作された。グライダーの専門家ローン・ウェルチに強度計算の見直しが求められ、ゴールドフィンチが計算を行った。
グライダーは軽量な高翼単葉の複座機に作られた。ムーニー（Mooney）式方向舵と正方形の昇降舵を備え、翼端から翼端までのスパンが32 ft (9.75 m)、機首から機尾までの全長が19 ft 9 in (6 m)であった。捕虜用寝袋に使用される青と白のチェック柄の木綿布がグライダーの外皮に貼られ、ドイツ側からの配給の雑穀は茹でてドープに変えられ布地の気孔を埋めるために使用された。完成したグライダーの重量は240 lb (109 kg)であった。
| グライダー製作に使用された道具の一覧 | |
| サイドフレーム鋸 - ベッドの床板のブナ材製から作られた握り - 金属製の窓格子から作られたフレーム - 8歯 / in （3 mm 歯）のグラモフォンのスプリングから作られた刃 細かな細工用の小型鋸 - 25歯 / in （1 mm 歯）のグラモフォンのスプリングから作られた刃 ワイロにより入手した5/8 in (16 mm) 金属製ドリル - 釘から作った穿孔用のドリルビット 計量器 - 食器棚のボルトとグラモフォンの針の付いたブナ材 | 大鉋 長さ 14½ in (368 mm) - ドイツの警備兵を買収して入手した2in刃 - 木製の本体（4つのブナ材をネジ止め） 小鉋 長さ 8½ in (216 mm) - テーブルナイフから作られた刃 鉋 長さ 5 in (127 mm) 直角定規 - グラモフォンのスプリングから作られた刃の付いたブナ材 鍵のセット（以下を含む）: - バケツの取っ手を鍛えて作った汎用の錠前開け |

離陸は1945年春の灯火管制下に実施することが計画されたが、その頃には連合軍の砲声が聞こえてくるようになり、戦争の終結もかなり確かなものとなっていた。脱走を計画していたイギリス軍将校たちは、グライダーを使用するのは親衛隊が捕虜の虐殺命令を発した場合に接近するアメリカ軍部隊へ連絡を取る手段として使用するに限るべきという決断を下した。1945年4月16日にアメリカ軍部隊が捕虜収容所を解放した時にグライダーは完成に近づいていた。
コルディッツ コックは現実世界では飛行しなかったが、この企画はフィクション化されダグ・マクルーア、チャック・コナーズ、ルネ・オーベルジョノワ、リチャード・ベイスハート出演の 1971年のテレビドラマ『空中大脱走』（The Birdmen、）で飛行と脱走に成功した。BBCのテレビドラマ・シリーズ『コルディッツ』内の1話で脱走計画としてグライダー製作を決断する描写がある。2002年に発売されたコンピュータゲーム『Prisoner of War』内で架空の話としてコルディッツ城からの最後の脱出が描かれている。
このグライダーの運命については定かではなく、城はこれの返還要求に対して協力的ではないロシア人の占領地域にあった。グライダーが完成したという唯一の証はアメリカ軍兵士が写したとされる１葉の写真である。しかしゴールドフィンチが持ち続けていた設計図を基に1/3スケールの模型が作られ、1993年にコルディッツ城の屋根から飛ばされた。

## 現代のレプリカ

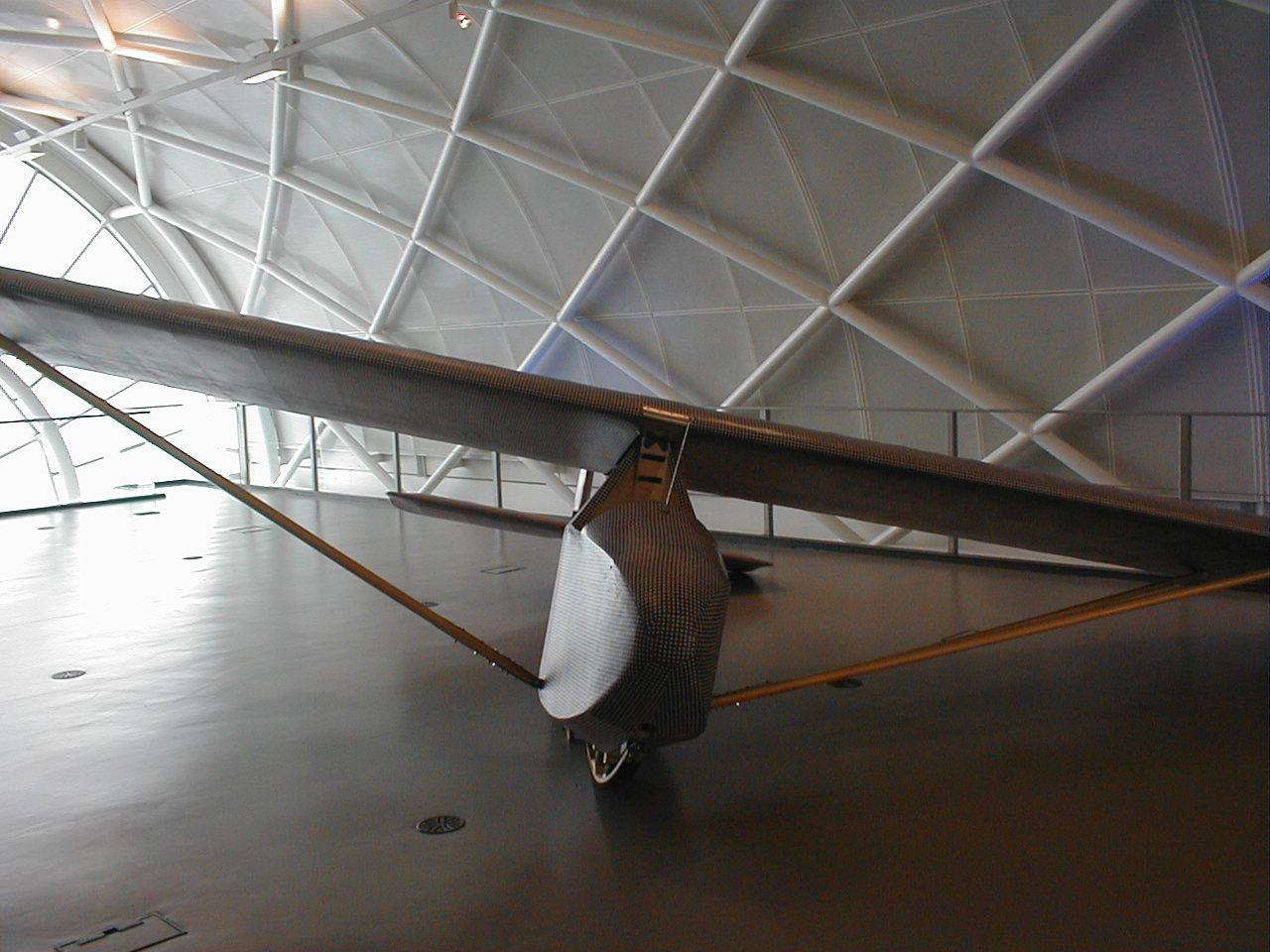
ロンドンの帝国戦争博物館に展示されているレプリカ

チャンネル4からの依頼を受けてコルディッツ コックの実物大のレプリカがラシャム飛行場のサウスダウン・アヴィエーション社（Southdown Aviation Ltd）で製作された。この機体はオディハム空軍基地での最初の挑戦でジョン・リー（John Lee）の操縦によりベストを同乗させての飛行に成功した。ゴールドフィンチや1ダース近くの55年以上前にオリジナルの製作に携わった退役軍人たちはこれを誇らしげに見守った。ジャック・ベストはこの年の遅くに死去した。このレプリカは現在サフォーク フリックストンにあるノーフォーク・アンド・サフォーク航空博物館に展示されている。
この企画は2000年にイギリス国内でチャンネル4により『Escape from Colditz』というドキュメンタリー3部作の中で放映された。チャンネル4の素材は60分に編集され、アメリカ合衆国で2001年にノヴァ・テレビシリーズの『Nazi Prison Escape』として放映された。
2012年3月にラジコンの実物大レプリカがイギリスのグライダー整備/修復会社であるサウスイースト・エアクラフト・サービス社（South East Aircraft Services）により礼拝堂の屋根裏で製作され、チャンネル4のドキュメンタリー番組用にコルディッツ城から飛ばされた。
1970年代には模型メーカーのエアフィックス社が「スカイクラフト」（Skycraft）シリーズで飛ばすことのできる発泡スチロール製モデルキットを生産した。

## 要目
出典: British Gliders and Saiplanes
諸元
- 乗員: 1
- 全長: 6.1 m （20 ft 0 in）
- 全高:
- 翼幅: 9.75 m（32 ft 0 in）
- 翼面積: m2 （ft2）
- 翼型: Clark Y-H
- 空虚重量: 108.86 kg （240 lb）
- 運用時重量: 254.02 kg （560 lb）
- 有効搭載量: kg （lb）
- 最大離陸重量: kg （lb）
- 動力:  、kW （hp）   ×

性能
- 超過禁止速度: km/h （kt）
- 最大速度: km/h （kt） mph
- 巡航速度: km/h （kt） mph
- 失速速度: 50 km/h （27 kt） 31 mph
- フェリー飛行時航続距離: km （海里）
- 航続距離: km （海里） miles
- 実用上昇限度: m （ft）
- 上昇率: m/min （ft/s）
- 離陸滑走距離: m （ft）
- 着陸滑走距離: m （ft）
- 翼面荷重: 16.84 kg/m2 （3.45 lb/ft2）
- 馬力荷重（プロペラ）: kW/kg （hp/lb）